# Flegias (mitología)
En la mitología griega, Flegias o Flegiás (en griego, Φλεγύας: Phlegúas), fue un impío rey de los lápitas o bien de los flegios. 
En cuanto a su familia, unos dicen que Flegias era hijo de Ares y de Dotis, la beocia, que pudiera ser la misma que Dotia, hija de Élato. Pausanias, no obstante, dice que nació de Ares y de Crise, hija de Almo, hijo a su vez de Sísifo. También se menciona a Girtón, epónimo de la Girtón tesalia, simplemente como «hermano de Flegias». En cuanto a su descendencia, se dice que Flegias se desposó con Cleofema, hija de Malo y la musa Erato. Hija de ambos nació una tal Egle, indentificada con Corónide. Otros dicen que Flegias murió sin descendenciao bien que Flegias engendró, sin mencionar a la consorte, a Corónide, a Ixión y a Girtone, que dio su nombre a Girtón.
Pausanias, en su disertación sobre la genealogía mítica beocia, lo incluye en su narración. Dice que el trono de Orcómeno recayó en poder de Flegias a manos de Eteocles, que había muerto sin hijos. Desde entonces el nombre de toda la región se lo cambiaron dándole el de Flegiántide en lugar del de Andreide (por Andreo). Además de la ciudad de Andreide Flegias fundó otra que llamó con su nombre, reuniendo en ella a los mejores soldados de Grecia. Los flegias, con el tiempo, debido a su insensatez y osadía se separaron de los demás orcomenios y comenzaron a saquear a sus vecinos. Más tarde marcharon contra el santuario de Delfos y una peste acabó con ellos y también con el propio Flegias, que murió sin descendencia. El trono orcomenio pasó entonces a manos de Crises y después de éste a Minias.

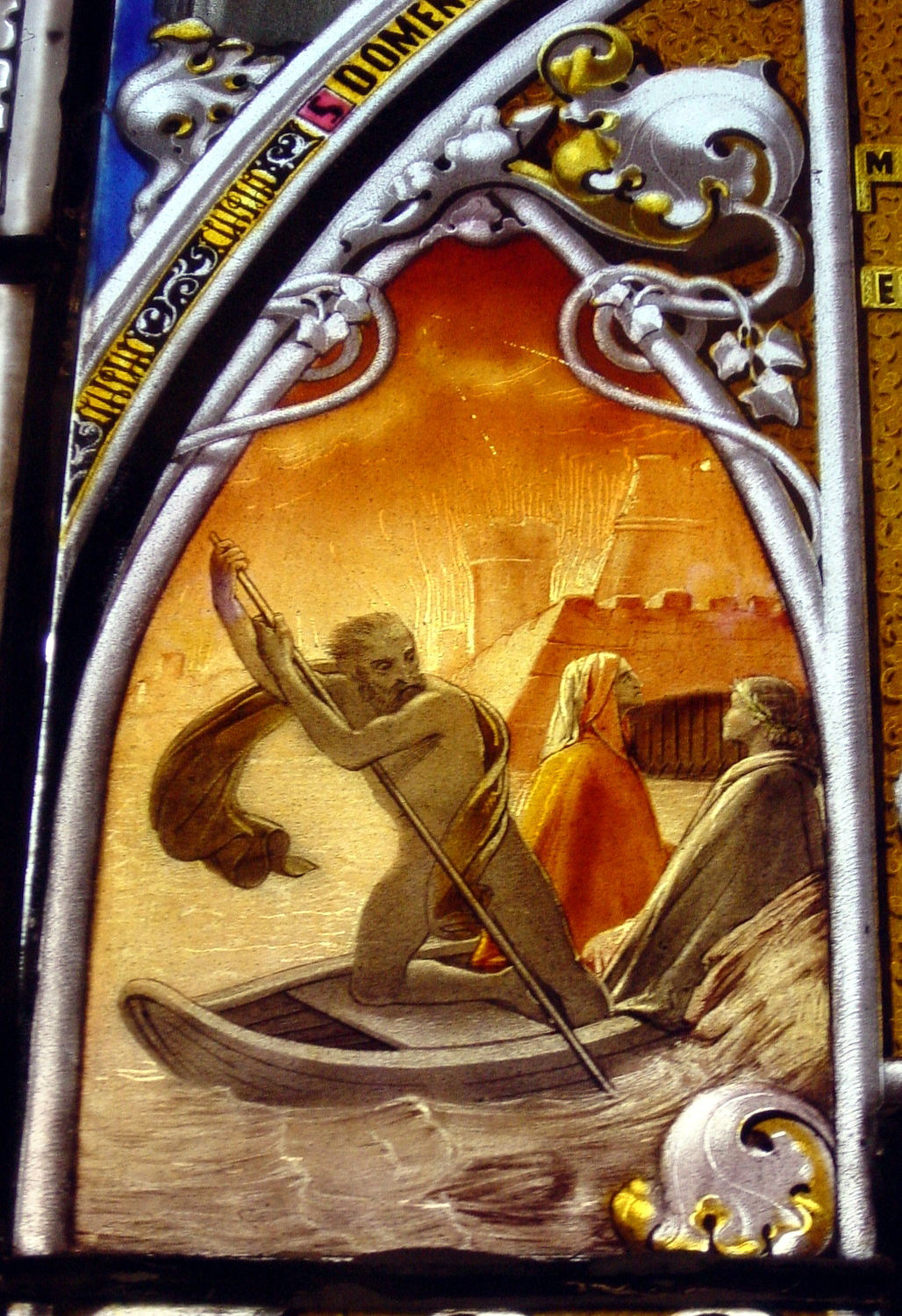
Vitral conservado en el Museo Poldi Pezzoli (Milán): Flegias con Dante y Virgilio

Flegias hizo un viaje al Peloponeso para espiar el país y preparar una expedición de rapiña. En el curso del viaje, su hija Corónide fue seducida por Apolo, y engendró a Asclepio. El viaje explica la razón de que Epidauro fuera su lugar natal. Una vez Corónide hubo yacido con Apolo y dado a luz a su hijo Asclepio, se enamoró de Isquis, hijo de Élato. Un cuervo informó a Apolo del romance y este, ofuscado por el insulto y los celos, envió a su hermana Artemisa para que asesinara a Corónide. Sin embargo, Apolo rescató al bebé entregándoselo al centauro Quirón para que lo criara. Flegias se encolerizó y prendió fuego al templo de Apolo, en Delfos, por lo que este lo mató. En otras versiones se dice que Flegias viajó al Peloponeso en compañía de su hija y que durante el viaje Apolo sedujo a Corónide quien dio a luz a Asclepio en secreto al pie de una montaña llamada Mirtio, en tierras de Epidauro. También se dice que el propio Apolo condenó a Flegias como uno de los castigados en el Tártaro.
En el Libro VI de la Eneida, se dice que Flegias impuso una poderosa tiranía sobre los lápitas, cambió leyes cuando se le dieron sobornos y él mismo raptó a Corónide, a pesar de su rabia contra Apolo por haber hecho lo mismo.
Flegias murió luchando contra los tebanos Lico y Nicteo.
Según cuenta Virgilio, Flegias pena en los infiernos por su impiedad. En el canto octavo de la Divina comedia, Dante lo presenta como barquero de las almas que cruzan el río (también llamado laguna) Estigia, uno de los tres afluentes del Hades, lugar donde Flegias es quien lleva la barca que atraviesa esas aguas.
| Predecesor: Eteocles | Reyes de Orcómeno | Sucesor: Crises |